# استیون مک‌کینلی هندرسون
استیون مَکینلی هندرسون (انگلیسی: Stephen McKinley Henderson؛ زادهٔ ۳۱ اوت ۱۹۴۹) یک بازیگر اهل ایالات متحده آمریکا است.
از فیلم‌ها یا مجموعه‌های تلویزیونی که وی در آن‌ها نقش داشته‌است، می‌توان به توسعه دهندگان، کین و تل‌ماسه اشاره نمود.